# دیلی رکورد (اسکاتلند)
دیلی رکورد یک روزنامه ملی اسکاتلندی است که در گلاسکو مستقر است. روزنامه از دوشنبه تا شنبه منتشر می‌شود و وب سایت آن به صورت ساعتی، هفت روز هفته فعالیت دارد. عنوان آن رکورد ساندی میل است. هر دو عنوان متعلق به انتشارات ریچ پلیس هستند و در نتیجه ارتباط نزدیک با دیلی میرور در سراسر بریتانیا توزیع می‌شود.
دیلی‌رکورد اخبار و ورزش بریتانیا را با تمرکز روی اسکاتلند پوشش می‌دهد. وب سایت آن دارای بیشترین خوانندگان در میان ناشران مستقر در اسکاتلند است. این عنوان در خط مقدم پیشرفت‌های فناوری در انتشار در سراسر قرن بیستم بود و اولین روزنامه اروپایی بود که به صورت تمام رنگی تولید می‌شد.
از آنجایی که تیراژ چاپ رکورد مثل سایر روزنامه‌های ملی کاهش یافته است، توجه فزاینده‌ای را بر گسترش عملیات خبری دیجیتال خود متمرکز کرده است.

## تاسیس و تاریخچه
دیلی رکورد برای اولین بار در سال ۱۸۹۵ در گلاسکو به عنوان روزنامه خواهر، روزنامه شمالی بریتانیایی دیلی میل منتشر شد.
دیلی میل - که با روزنامه لندنی به همین نام مرتبط نبود - اولین روزنامه‌ای بود که در سال ۱۸۴۷ در گلاسکو منتشر شد.
دیلی میل مستقر در گلاسکو یکی از اولین روزنامه‌هایی بود که آخرین اخبار سیاسی و تجاری را مستقیماً از لندن به خوانندگان اسکاتلند ارائه می‌کرد. ناشران مستقر در خارج از پایتخت بریتانیا در آن زمان به خبرنگارانی متکی بودند که اطلاعاتی را از طریق پست ارسال می‌کردند و ممکن بود روزها طول بکشد تا روزنامه به دستشان برسد.
گسترش سریع شبکه راه‌آهن بریتانیا در دهه ۱۸۴۰ خدمات پستی را متحول کرد به طوریکه می‌توانستند نامه‌ها را از لندن به اسکاتلند یک شبه ارسال کرده و روزنامه‌های تولید شده در خارج از جنوب شرق را از نظر تجاری قابل دسترس کنند.

## ویراستاران
۱۹۳۷–۱۹۴۶: کلم لیوینگستون
۱۹۴۶–۱۹۵۵: آلستیر ام. دونت
۱۹۵۵–۱۹۶۷: الکس لیتل
۱۹۶۷–۱۹۸۴: درک وبستر
۱۹۸۴–۱۹۸۸: برنارد ویکرز
۱۹۸۸–۱۹۹۴: اندل لیرد
۱۹۹۴–۱۹۹۸: تری کوین
۱۹۹۸–۲۰۰۰: مارتین کلارک
۲۰۰۰–۲۰۰۳: پیتر کاکس
۲۰۰۳–۲۰۱۱: بروس وادل
۲۰۱۱–۲۰۱۴: آلن رنی
۲۰۱۴–۲۰۱۸: موری فوت
۲۰۱۸ – دیوید دیک